# 奥格斯堡信条
《奥格斯堡信條》，（英語：Augsburg Confession），是信義宗（路德教會）主要承認的信仰教條，和宗教改革重要的文件之一。 《奥斯堡信條》使用德文和拉丁文並列，由一些德國统治階層和自由城市代表，於1530年6月25日在奥格斯堡舉行的神聖羅馬帝國國會會議中向皇帝提出。
當時神聖羅馬帝國皇帝查理五世要求在德國的選侯國親王和自由城市領主解釋他們的宗教信念，以試圖恢復對神聖羅馬帝國宗教和政治團結和支持，並對抗奧斯曼土耳其對維也納的入侵。《奥斯堡信條》被收錄於信義宗重要教典《協同書》的第四號文件。

## 背景

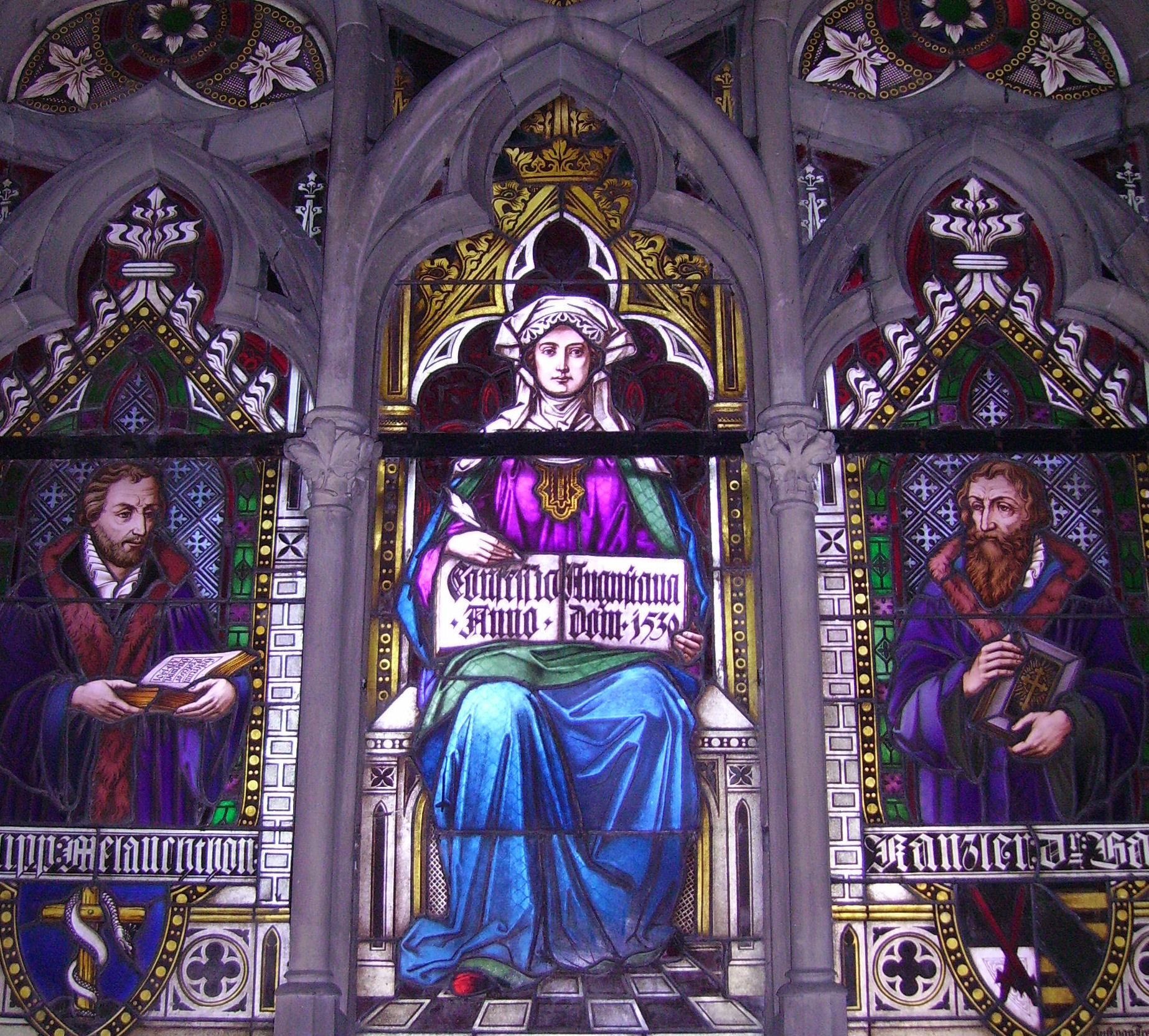
一个彩色玻璃窗，奥斯堡信條

菲利浦·墨蘭頓（1497-1560），馬丁·路德和猶圖斯·約拿士（Justus Jonas）在1529年的《施瓦本信條》中已經起草了對他們神學觀點的陳述，於1530年1月21日，皇帝查理五世從博洛尼亞發出信件，邀請帝國各地的代表於4月8日在奧格斯堡帝國國會會面，以討論和決定各種重要問題。 雖然邀請函是用非常和平的語言表達的，但一些新教徒卻懷疑它的目的。 黑森的領主菲利普一世對參加國會會議猶豫不決，但是薩克森的選舉人約翰於3月11日收到了令狀後，3月14日便與馬丁·路德，猶圖斯·約拿士，約翰內斯·布根哈根和菲利普·莫蘭頓在托爾高會面，他曾在那里的議會於神聖羅馬帝國皇帝面前介紹信義宗信仰的大綱。
第一次官方出版（Editio princeps）由維滕貝格大學（信義宗慣用譯名：威登堡大學）教授，馬丁·路德的親密同事亦即朋友菲利浦·墨蘭頓編輯。

## 内容

### 28条信條
奧斯堡信條由墨蘭頓擬稿，由當時神聖羅馬帝國內，德國選侯國的七位王子和兩位自由城市的代表簽名後，成為特別重要的公開信仰宣言，提交到奧斯堡國會會議中，這28條宣言提出了信義宗相信和教導的正面(承認)和反面(反對)意見。此宣言包括21條正面信仰條文，描述了信義宗所持有基督教信仰的規範性原則；另加上7條反面(反對)條文，描述了信義宗對羅馬教會中存在基督教信仰濫用的意見。

#### 21條主要信條（論點）
| 條文 | 名稱             | 描述 |
| ---- | ---------------- | --- |
| 1    | 上帝             | 信義宗基督徒相信三位一體的上帝，並拒绝關於上帝本性的其他解釋。 |
| 2    | 原罪             | 信義宗認為，人的本質是罪恶的，不敬畏上帝、不信靠上帝、且充滿貪欲。此罪需通过洗禮和聖靈重生方能得赦。 |
| 3    | 上帝之子         | 信義宗相信道成肉身，也就是說，耶穌同時是完全的人與完全的上帝。由於此神聖的聯合的特性，只有耶穌基督才能實現人與上帝的和解。                                                                                               |
| 4    | 因信稱義         | 人不能通過自己的能力在上帝面前稱義; 我們完全依賴耶穌基督與上帝和好。 （這通常被描述為“信義宗屹立不倒”的信條。） |
| 5    | 教會的聖職       | 為要使人得著信心，上帝設立了教導人福音和施行聖禮的職分。祂藉道和聖禮這些媒介，將聖靈賜給人，聖靈隨時隨地樂意在聽福音的人心中生發信心。信義宗譴責下列說法：人得著聖靈，並非憑外在的福音聖道，乃藉自己的預備、思想和行為。 |
| 6    | 新順服           | 信義宗相信基督徒的善行是信心和救恩的結果，而不是得信心和救恩的代價（例如善功、奉獻）。 |
| 7    | 教會             | 信義宗相信「一聖基督教會」（參使徒信經），教會建立在按真理和聖潔傳講福音，並依據聖經施行聖禮的地方。 |
| 8    | 教會之定義       | 儘管教會（以及人之間）可能存在虛偽，但聖經和聖禮總是有效的，因為它們是由基督設立的，無論管理他們的人是否有罪。 |
| 9    | 洗礼             | 信義宗教會相信洗禮是必要的，並且通過洗禮可以領受上帝的恩典。嬰兒洗禮亦可使他們領受上帝的恩典。 |
| 10   | 聖餐             | 信義宗相信基督的聖體和寶血是「真實臨在」於聖禮的餅和酒中，並且譴責那些否定此教導的人。 |
| 11   | 認罪             | 信義宗教會相信「宣赦」應保留在教會中，儘管信徒不需要列舉他所有的罪行，因為人不可能列舉所有他應該被寬恕的罪行。 |
| 12   | 悔改             | 悔改分為兩部分：一是懺悔根據律法犯下的罪，二是悔改透過信心得知聖經中的罪。信徒永遠不能擺脫罪惡，也不能生活在上帝的恩典之外。                                                                                             |
| 13   | 聖禮的功用       | 聖禮（洗禮、聖餐禮）使人識別我們是基督徒，更是一種標記和見證，表明上帝對我們的旨意，為要激勵並堅固領受之人的信心，因此必須以信心來領受，相信上帝提供的應許。信義宗反對「聖禮是以外在表現使人稱義」的教導。               |
| 14   | 教會的職分       | 信義宗只允許那些被“正式呼召”（properly called）的人公開宣講或主持聖禮。 |
| 15   | 教會的禮儀       | 信義宗教會認為教會假日、教會日曆和教會節日是有助益的宗教禮儀，但這些禮儀並非得救之必須。人類以所設立之傳統（例如禮儀、禁食、食肉差異等規範）作為善功以博取恩典，不僅徒勞無益且與福音相違。                               |
| 16   | 公民事務         | 世俗政府和職業被認為是上帝自然秩序的一部分；基督徒可以自由地在政府和軍隊服務，或在世就職。任何工作就職應遵循法律規定，除非這些法律規定命令我們犯罪，我們才應選擇順從上帝。                                               |
| 17   | 基督復臨施行審判 | 信義宗相信末日基督必要再來施行審判，叫一切死人復活。敬虔的人將獲得永恆的喜樂，不敬虔的人將受到“無盡的折磨”。 此條文棄絕其他教派「死人復活前先有一個千禧年」的宣告。                                                      |
| 18   | 自由意志         | 信義宗教會相信我們在“屬世的義”（或“理性的事物”）領域擁有自由意志，但我們在“屬靈的義”中沒有自由意志。 換句話說，我們在拯救的事上無法自由選擇。因信心不是人的工作，而是聖靈的工作。                                        |
| 19   | 罪的成因         | 信義宗相信罪不是由上帝引起的，而是由“邪惡者的意志”而來，他們背離了上帝。 |
| 20   | 信心與善行       | 信義宗神學重點為「因信稱義」，但並非反對善行；而認為得信心才能使人行善，那是因信稱義（得救恩）的結果，得救恩不靠人的善功。                                                                                               |
| 21   | 聖徒崇拜         | 信義宗認為可以保留聖徒之名，但他們不是救世主或人與神間的中保，只是作為我們信心和生活的榜樣和激勵。 |

#### 7個反對論點-譴責羅馬教會濫用職權之行為
| 條文 | 名稱                | 描述 |
| ---- | ------------------- | --- |
| 22   | 聖餐兩種原質-餅和酒 | 聖餐時，應使信徒同時領餅和酒兩者，而不僅僅是餅（羅馬教會僅施餅），方為恰當，且方符合基督的教導和早期教會的實踐。                                                                     |
| 23   | 教牧的婚姻          | 信義宗允許他們的神職人員進入婚姻制度，因為早期教會主教可以結婚。上帝的創造秩序祝福婚姻，並且因為婚姻和生育是人類性慾的自然出路。                                                     |
| 24   | 彌撒                | 信義宗保留了彌撒的實踐，但僅作為公共禮拜和領受聖餐的聚會。信義宗教會拒絕將彌撒作為贖罪得恩和教會斂財“事工”的做法。                                                                   |
| 25   | 認罪                | 信義宗堅持認罪和赦免的必要性，但不認為應該要基督徒說出他所有的罪和焦慮。赦免是提供給所有的罪，而不只是在懺悔中陳述的罪，因為一個人不可能細述他所有的罪。                             |
| 26   | 食物之區別          | 傳統上，人類靠禁食和特殊遵守飲食限制作為獲得上帝恩惠的手段，是與福音相反的。雖然禁食和其他做法是有用的精神實踐，但它們並不能使人稱義，也不能使人得救贖。                             |
| 27   | 修道誓願            | 人無法在社群中成為聖潔，也無法與世界隔離，任何誓言或單獨的行動都無法使人達到完全。                                                                                                   |
| 28   | 教會權柄            | 賦予牧師或主教的唯一權力是通過聖經提供傳道、教導和管理聖禮。神職人員若被賦予屬世(如政府或軍隊)的權柄，為使管理屬世事務，應予尊重，但此權柄與教會神職屬靈權柄不同；也與福音毫無關係。 |

## 奧斯堡信條的影響

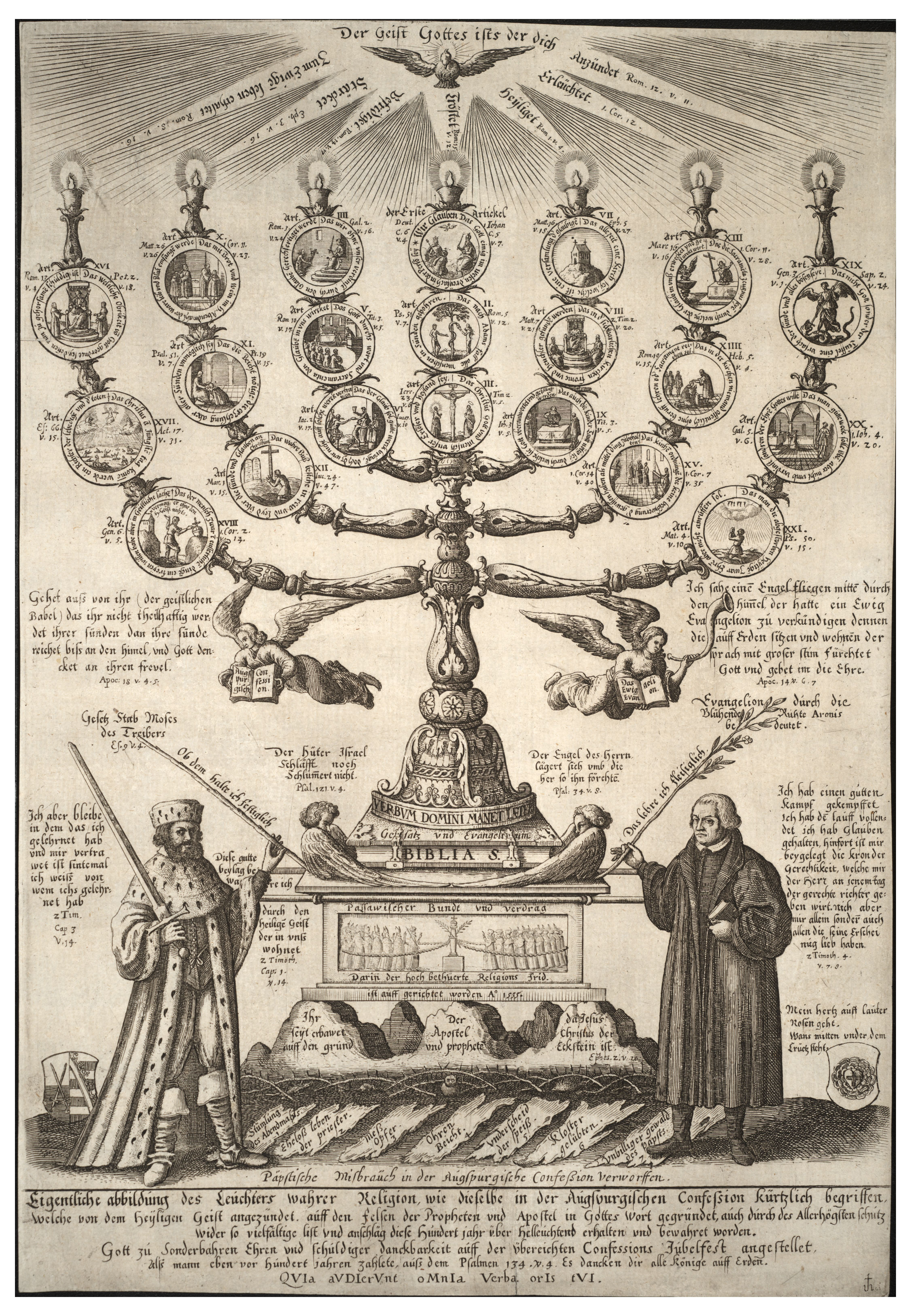
第21条的圖示，作者為瓦茨拉夫霍尔

### 對音樂的影響
孟德爾頌的第五交響曲（實際上是他的第二交響樂作曲）是為慶祝奧斯堡信條300週年而成，因此獲得了宗教改革交響曲的稱號。然而，由於作曲家的猶太人起源、或交響樂本身之不適當，而未被採用於慶祝活動。 相反地，愛德華·格雷爾（Eduard Grell）為四男聲量身打造了無伴奏合唱（a cappella）。

## 延伸閲讀

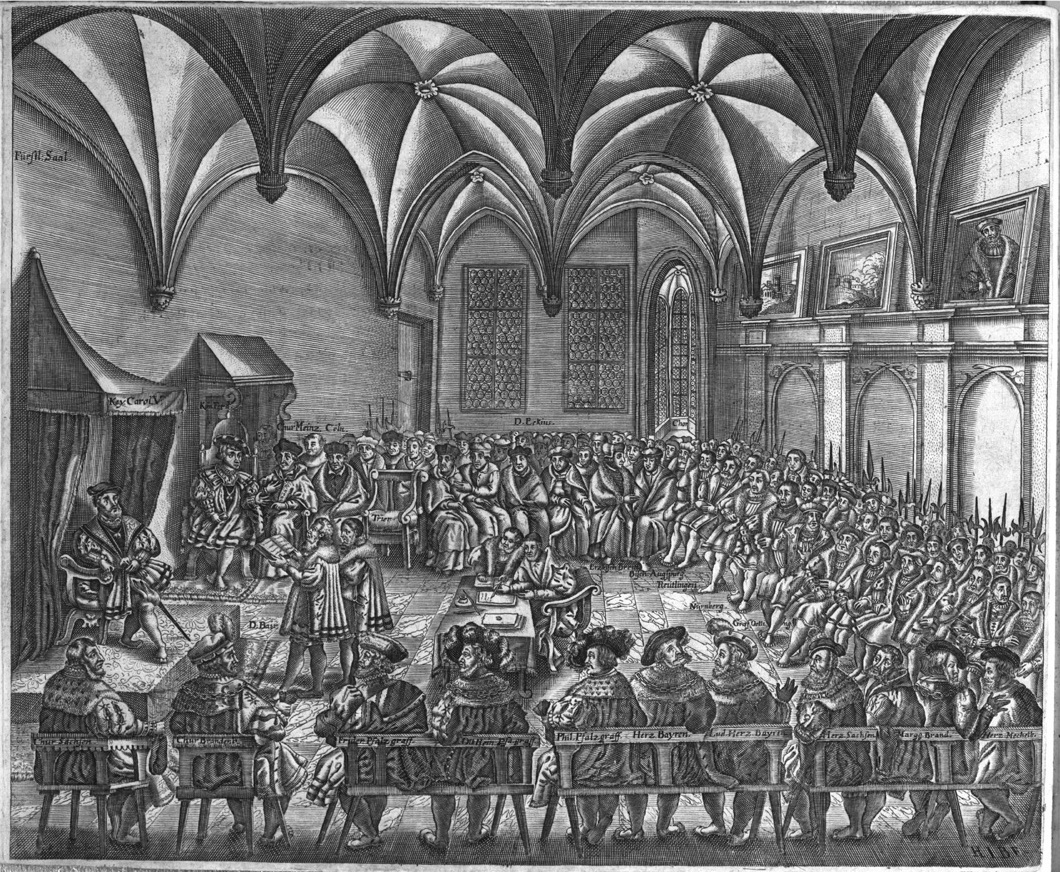
奥格斯堡議會，作者為克里斯提安·貝爾

- May, Gerhard. "Augsburg Confession." In The Encyclopedia of Christianity, edited by Erwin Fahlbusch and Geoffrey William Bromiley, 157–159. Vol. 1. Grand Rapids: Wm. B. Eerdmans, 1999. ISBN 0802824137
- Reu, Johann Michael, The Augsburg Confession: A Collection of Sources with an Historical Introduction. St. Louis: Concordia Publishing House, 1983.

## 参見
- 奧格斯堡和約
- 奧格斯堡會議

## 外部連結
- 维基文库中的文獻全文：奥格斯堡信条
- 奧斯堡信條中譯本 （页面存档备份，存于）
- The Augsburg Confession (1530)（页面存档备份，存于） in Latin with a parallel English translation and with notes on the differences in the 1540 edition (Articles I — VII); from Philip Schaff's Creeds of the Evangelical Protestant Churches at the Christian Classics Ethereal Library
- Augsburg Confession (1530)（页面存档备份，存于）, including articles XXII — XXVIII
- Augsburg Confession (1530) （页面存档备份，存于）, complete annotated translation in modern English, with links to source material where available online; translated by Nathaniel J. Biebert (Red Brick Parsonage （页面存档备份，存于）, 2018-2019).
- Augsburg Confession - Background （页面存档备份，存于）, brief overview of the historical background of the Augsburg Confession, with paintings of Elector John the Steadfast and Philipp Melanchthon, and a 1575 bird's-eye view of Augsburg
- The Roman Confutation (1530), in an English translation, compares each articles of the confession to Catholic beliefs.
- Audio recording of the first part of the Augsburg Confession in Latin with text
- A Chronicle of the Augsburg Confession （页面存档备份，存于） by Charles Porterfield Krauth, Philadelphia: J. Fredrick Smith, 1878.
- Augsburg Confession （页面存档备份，存于） in The Lutheran Cyclopedia (1899) edited by Henry Eyster Jacobs
- Augsburg Confession in the Concordia Cyclopedia (page 1)(page 2)
- Augsburg Confession（页面存档备份，存于） in the Christian Cyclopedia
- An Orthodox Response （页面存档备份，存于） – Summary of Orthodox Patriarch Jeremias II's letter of 15 May 1576, in which he compares each article of the confession to Orthodox Christian beliefs
- The Roman Catholic Reception of the Augsburg Confession by Robert Kress (JSTOR)